# Esperia sulphurella
Esperia sulphurella, auch als Schwefelgelber Totholzfalter bekannt, ist ein Schmetterling aus der Familie der Faulholzmotten (Oecophoridae). 

## Merkmale
Die Flügelspannweite beträgt zwischen 12 und 16 Millimetern. Sie besitzen eine dunkelbraune Grundfärbung. Ihre Vorderflügel weisen eine blassgelbe Zeichnung auf. Die überwiegend blassgelben Hinterflügel sind an den Spitzen dunkelbraun gefärbt. Etwa auf Zweidrittellänge weisen die Fühler eine weiße Binde auf. 

## Vorkommen
Die Art ist in der Paläarktis heimisch. Ihr Vorkommen reicht über Mittel- und Südeuropa bis nach Nordafrika. Auf den Britischen Inseln ist die Art ebenfalls vertreten. Dagegen fehlt sie in Dänemark sowie im restlichen Skandinavien. In Kalifornien wurde Esperia sulphurella vor mehr als 40 Jahren eingeschleppt.

## Lebensweise
Man findet sie häufig während der Morgendämmerung an Waldrändern und Hecken. Die ersten Imagines erscheinen schon Ende Februar. Die eigentliche Flugzeit dauert von Anfang April bis in den Juni hinein. Die Raupen entwickeln sich im Totholz sowie unter der Baumrinde, insbesondere von Eichen.

## Bilder

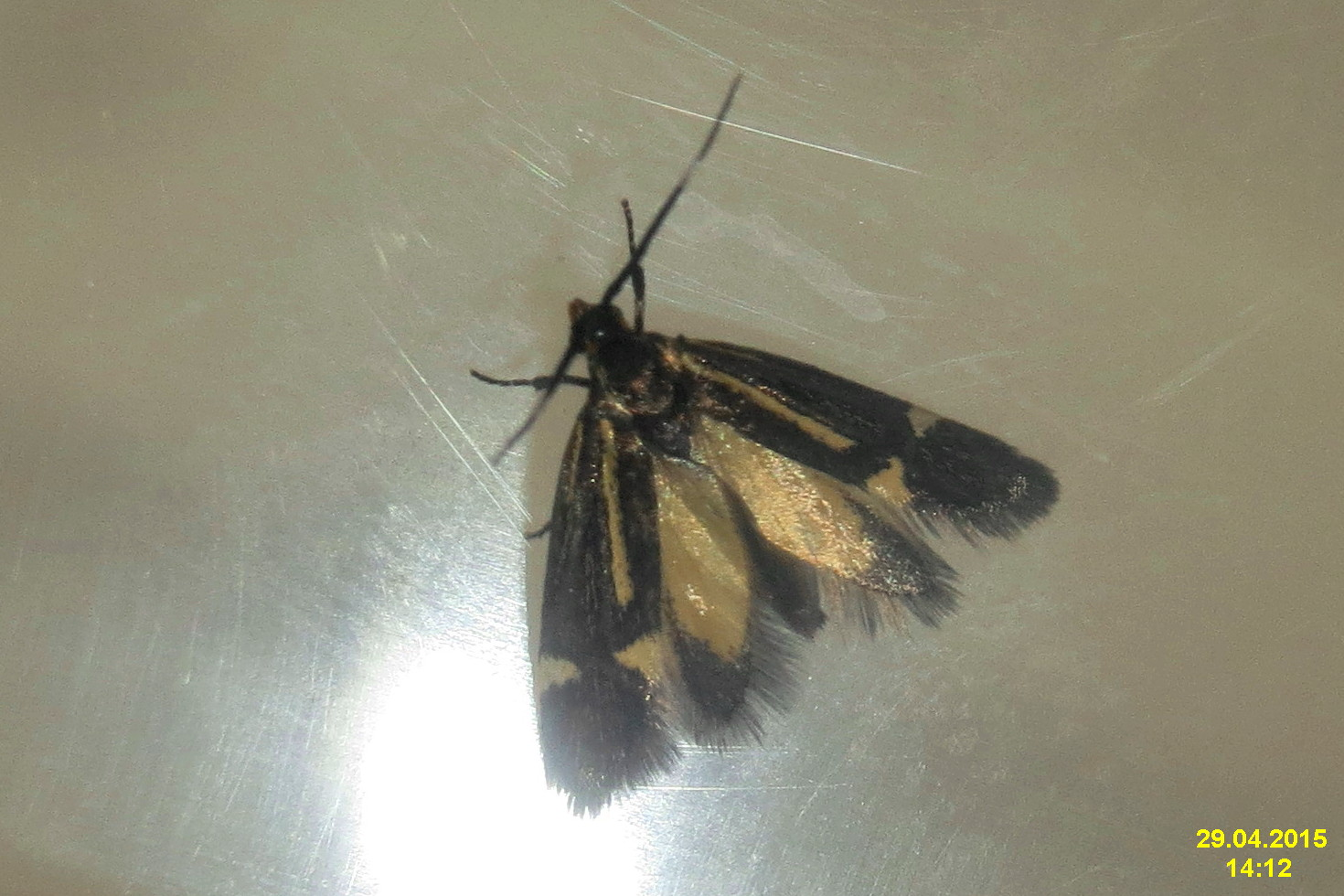
Mit gespreizten Flügeln
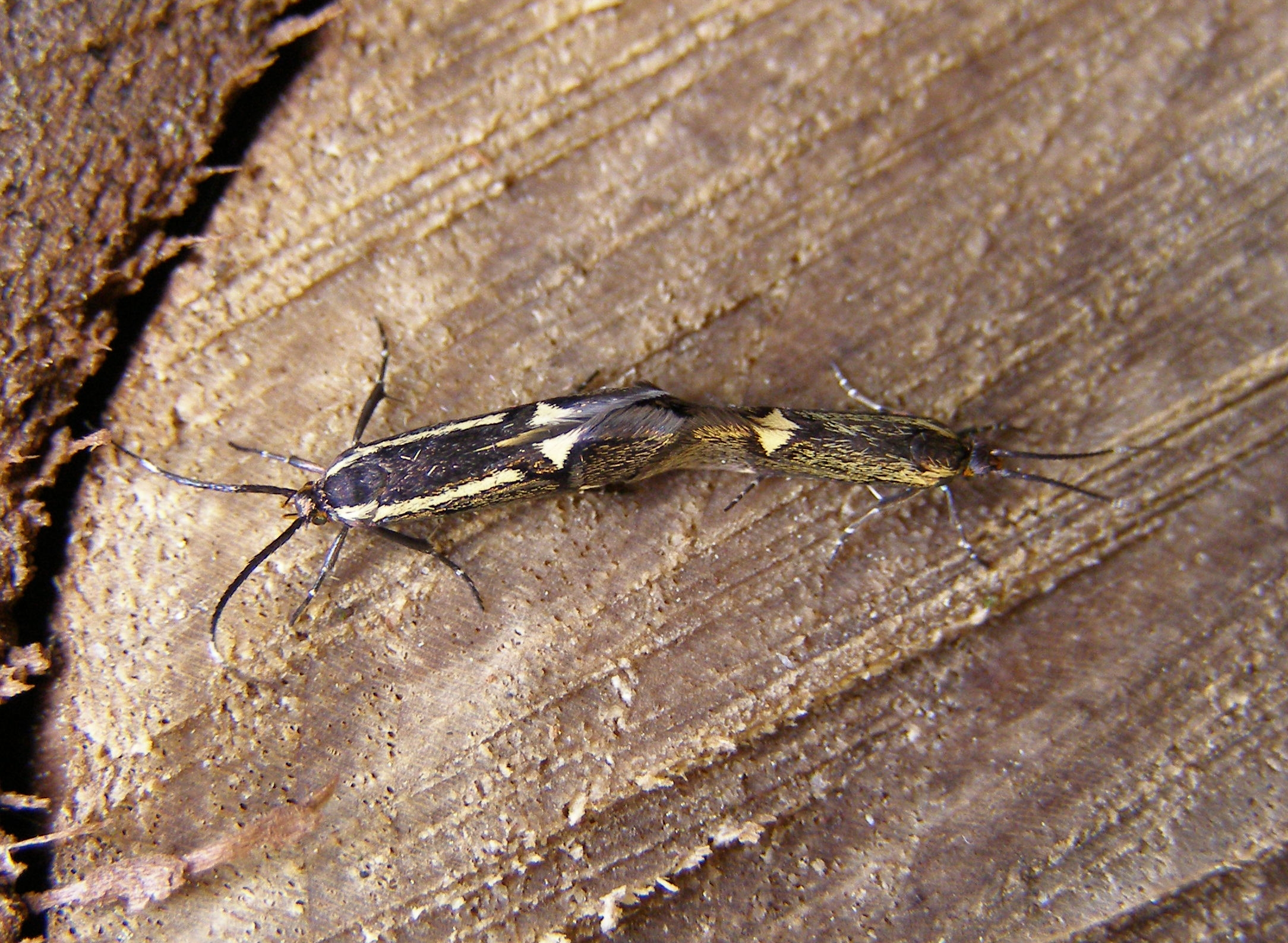
Paarung
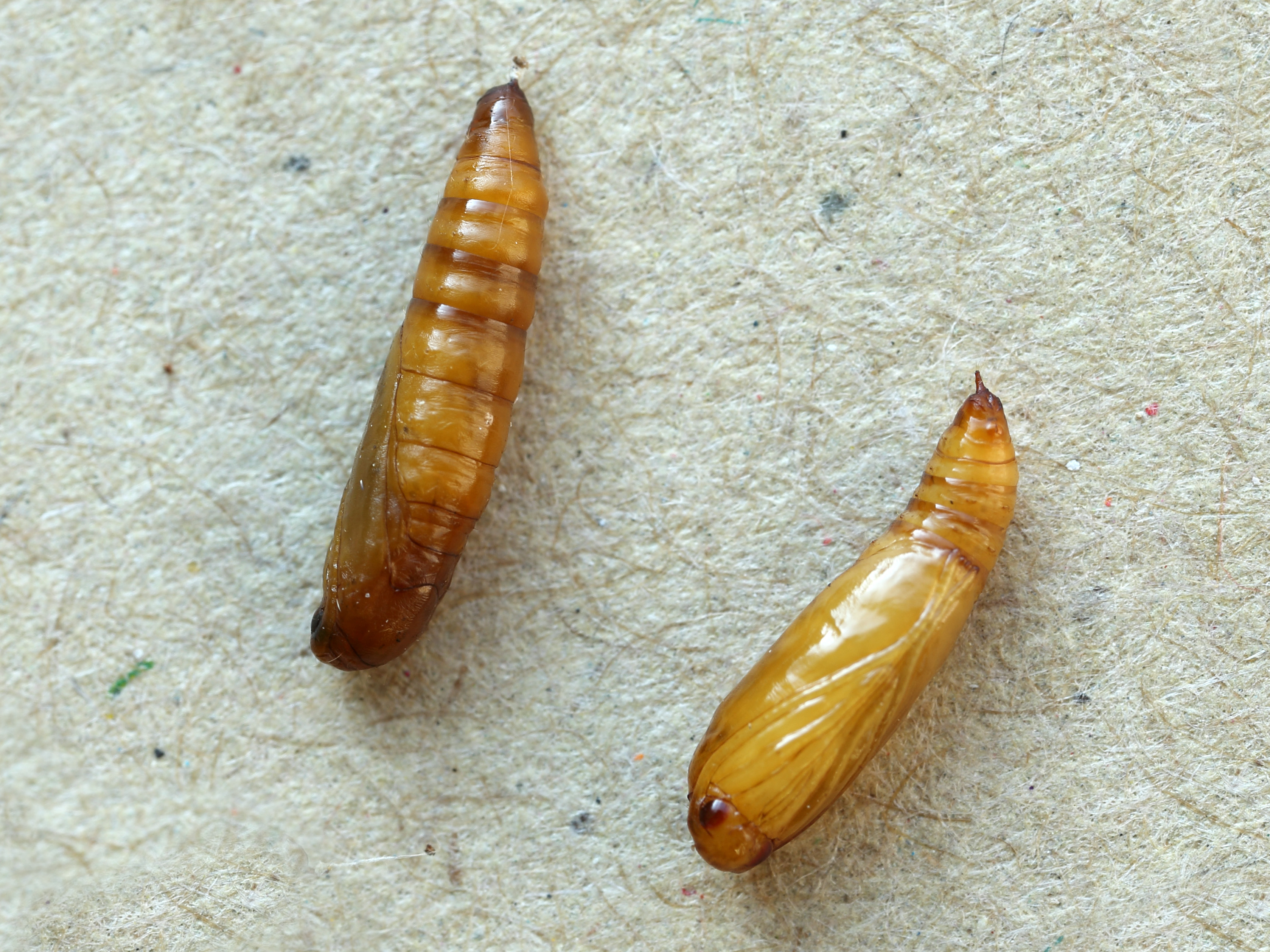
Puppen